# توموئه

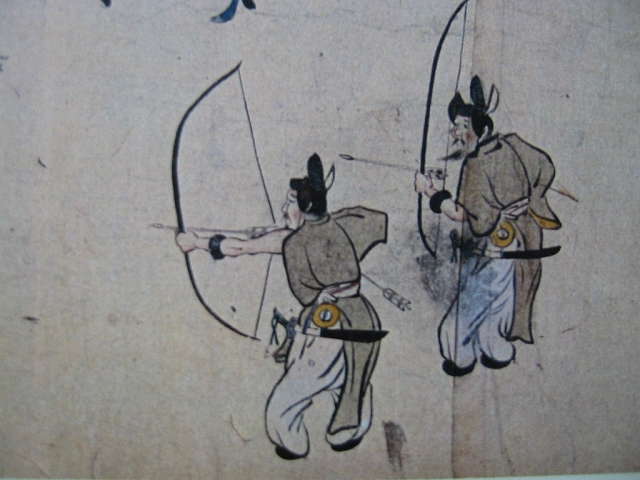
کمانداران پادشاهی ژاپن با تومو (محافظ دست)

توموئه (به ژاپنی: 巴 یا 鞆絵) (به هیراگانا: ともゑ) یک شکل انتزاعی ژاپنی است که همچون یک چرخه و به شکل ویرگول و ماگاتاما است. برخی بر این باورند که توموئه از «نوشتن روی تومو (鞆)» گرفته شده‌است. (تومو نوعی بازوبند برای محافظت دست است که تیراندازان ژاپنی در گذشته بر دست می‌بسته‌اند.) اما برخی دیگر نیز بر این باورند که تومو نوعی دیگر از نوشتن و تلفظ ماگاتاما است. از توموئه در طرح‌های نشان‌های خانوادگی ژاپنی (کامون) زیاد به کار گرفته می‌شود؛ انواعی از کامون که دارای سه قسمت به شکل توموئه باشند را میتسودوموئه (三つ巴) می‌نامند. از برخی جهات می‌توان گفت که میتسودوموئه بیانگر سه مفهوم انسان، زمین و آسمان است که مفموهی مهم در آیین شینتو است. توموئه در اصل مربوط به هاچیمان (خدای جنگ و کمانداری در ژاپن) است و ساموراییها از آن استفاده می‌کرده‌اند. یکی از انواع این نشان با نام هیداری گومون نشان سنتی اوکیناوا است. شینگون که از شاخه‌های مهم آیین بوداگرایی در ژاپن است از توموئه برای بیان تصویری چرخه زندگی استفاده می‌کند.
توموئه دوقسمتی شبیه به نماد چینی تایجیتسو است در حالیکه سه‌قسمتی آن شبیه به نماد کره‌ای تاگوک است. فضای خالی بین نمادها نوعی نشان سواستیکا را پدید می‌آورد که در آیین‌ّای هندی همچون هندوئیسم و جینیسم به‌کار می‌رود. نمادهای مشابه‌ای همچون لاوبورو متعلق به باسک و نماد سلتیک تریسکل دارای گروه‌های کوچک توموئه هستند. 

## نگارخانه

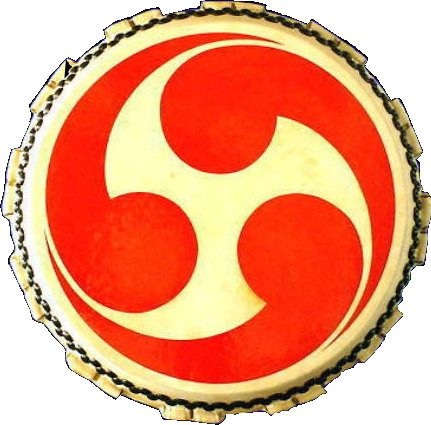
یک طرح میستسودوموئه که بر یک طبل تایکو نقش بسته‌است)
یک فوتاتسودوموئه، یک توموئه دوتایی
پرچم ججو (استانی در کره‌جنوبی) با یک توموئه سه‌تایی
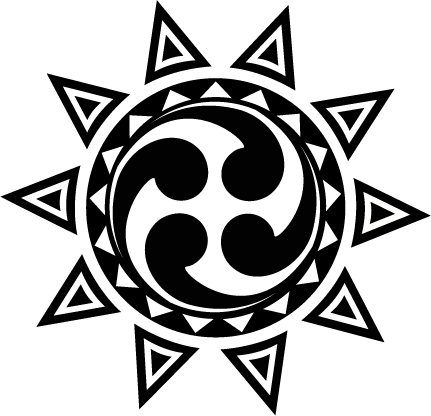
یک نماد غیرژاپنی خورشیدمانند با یک توموئه چهارتایی